# エクスプローラー9号
エクスプローラー9号（英: Explorer 9、S-56A）はアメリカ合衆国の人工衛星。大気密度の測定のためだけに打ち上げられた一連の膨張型人工衛星の初成功機で、先に打ち上げられたが失敗に終わったエクスプローラーS-56と、目的も設計も同一の人工衛星である。
表面はアルミ箔で覆われており、熱処理のために表面には直径5.3 cmの白円が一様に描かれている。この球は打ち上げの際には長さ48.3 cm、直径21.6 mのチューブに圧縮されて、ロケットの四段目の先端に搭載されていた。三段目と四段目の切り離しの際、窒素ガスによりチューブを球状に膨らまし、分離ばねによって四段目と衛星が切り離された。

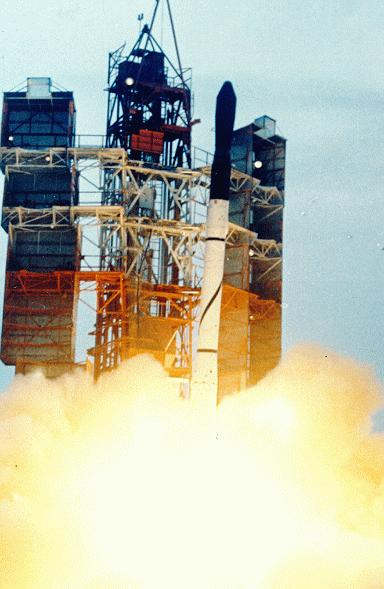
エクスプローラー9号の打ち上げ

球は赤道部分のマイラー（ポリエステルフィルムの一種）によって二つのアルミホイルの半球に分離されていて、半球はアンテナの役割を果たした。電力は太陽電池と充電可能なバッテリーにより供給された。
エクスプローラー9号は純粋な固体燃料ロケットにより軌道上に打ち上げられた最初の人工衛星であり、ワロップス島（Wallops Island）から打ち上げに成功した最初の人工衛星でもある。1964年4月9日大気圏再突入。